# Wojciech z Siecienia
Wojciech z Siecienia, znany też jako Albert z Siecienia (zm. 3 lutego 1502) – polski dominikanin i inkwizytor.
Pochodził z Siecienia w ziemi dobrzyńskiej, z rodziny szlacheckiej herbu Powała. W 1453, będąc klerykiem diecezji płockiej, rozpoczął studia na uniwersytecie krakowskim, gdzie w 1455 uzyskał stopień bakałarza. W 1456 wstąpił do zakonu dominikanów w konwencie wrocławskim. W 1458 został przeorem konwentu w Żninie. W 1461 został skierowany na dalsze studia do Krakowa, a w 1464 do Bolonii. W latach 1465–1470 pełnił funkcję lektora w konwencie krakowskim i miejscowym studium generalnym. W 1470 został wybrany przeorem konwentu w Środzie. W tym samym roku był też jednym z definitorów kapituły generalnej zakonu obradującej w Awinionie oraz polskiej kapituły prowincjonalnej obradującej we Lwowie. Między 1470 a 1474 uzyskał tytuł magisterski.
W maju 1478 został mianowany inkwizytorem diecezji krakowskiej, a krótko potem został obrany prowincjałem polskiej prowincji dominikańskiej. Na początku 1479 jego wybór został zatwierdzony przez generała zakonu Leonarda Masuetiego, który jednocześnie udzielił mu dyspensy od zakazu łączenia funkcji prowincjała i inkwizytora. Obie te funkcje Wojciech pełnił aż do śmierci.
Wojciech z Siecienia uczestniczył jako inkwizytor w procesach podejrzanych o husytyzm w diecezji włocławskiej w 1480 (proces Frydana z Lupsina) i 1499 (proces Adama z Radziejowa). Za pontyfikatu Innocentego VIII był komisarzem papieskim ds. głoszenia krucjaty antytureckiej. Jako prowincjał wspierał reformy obserwanckie w swoim zakonie, m.in. zreformował studium zakonne w Gryfii (1496). W 1481 był jednym z definitorów kapituły generalnej w Rzymie.
Wielu późniejszych autorów błędnie przypisało mu pełnienie funkcji biskupa pomocniczego archidiecezji gnieźnieńskiej, myląc go z innym dominikaninem Wojciechem z Sochaczewa.